# Stacked Actors
Stacked Actors è un singolo del gruppo musicale statunitense Foo Fighters, pubblicato il 17 gennaio 2000 come secondo estratto dal terzo album in studio There Is Nothing Left to Lose.
Il brano è presente nel videogioco musicale Guitar Hero: Metallica.

## Descrizione
Si tratta della traccia d'apertura del disco ed è tra i più pesanti composti dal gruppo fino ad allora, influenzato particolarmente dal grunge dei Nirvana (gruppo in cui militò il frontman Dave Grohl). Anche il testo è stato osservato dalla critica come egualmente pesante, riguardo al quale Grohl stesso ha spiegato:

## Tracce
Testi e musiche dei Foo Fighters, eccetto dove indicato.
1. Stacked Actors – 4:17
2. Ain't It the Life (Acoustic) – 4:42
3. Floaty (Acoustic) – 4:43 (Dave Grohl)

## Formazione
Gruppo
- Dave Grohl – voce, chitarra, batteria
- Nate Mendel – basso
- Taylor Hawkins – batteria

Produzione
- Adam Kasper – produzione, registrazione, missaggio
- Foo Fighters – produzione
- John Nelson – assistenza al missaggio
- Bob Ludwig – mastering

## Classifiche
| Classifica (2000)             | Posizione massima |
| ----------------------------- | ----------------- |
| Stati Uniti (alternative)     | 25                |
| Stati Uniti (mainstream rock) | 9                 |